# William Rickatson Dykes
William Rickatson Dykes (Londres, 4 de noviembre de 1877 - Woking, 1 de diciembre de 1925) fue un botánico británico; notable taxónomo, coleccionista, productor y criador de todo tipo de variedades y especies de Iris.

## Algunas publicaciones

### Libros
- 1974. The genus Iris. Ed. Dover Publications. 245 pp. ISBN 0-486-23037-6
- 1930. Dykes on irises: a reprint of the contributions of the late W. R. Dykes, L-es-L., to various journals and periodicals during the last 20 years of his life. Iris Society. Ed. Iris society by C. Baldwin. 294 pp.
- r. c. Notcutt, william rickatson Dykes. 1926. A handbook of flowering trees and shrubs for gardeners. Ed. M. Hopkinson & Co. Ltd. 246 pp.
- louis Lorette, william rickatson Dykes. 1925. The Lorette system of pruning. Core historical literature of agriculture. Ed. M. Hopkinson & Co. Ltd. 166 pp.
- 1924. A handbook of garden irises. Ed. M. Hopkinson & Co. Ltd. 250 pp.
- 1920. Irises. Volumen 11 de Present-day gardening. Ed. T.C. & E.C. Jack. 109 pp.

## Reconocimientos
- Miembro, y secretario de la Royal Horticultural Society[1]
- "Medalla Memorial Dykes", por ser uno de los cofundadores de la "American Iris Society"[2]

## Eponimia
- (Iridaceae) Iris dykesii Stapf [3]
- (Iridaceae) Limniris dykesii (Stapf) Rodion. [4]